# Samuel Pasfield Oliver
Pour les articles homonymes, voir Oliver.
Samuel Pasfield Oliver, né le 30 octobre 1838 à Bovinger (Essex) et mort le 31 juillet 1907 à Worthing (Royaume-Uni), est un militaire (officier d'artillerie), géographe et antiquaire britannique.

## Biographie
Samuel Pasfield Oliver étudie au collège d'Eton en 1853 puis, après avoir fréquenté l'Académie royale militaire de Woolwich, il est reçu à la Royal Artillery le 1er avril 1859. L'année suivante, il part avec sa batterie en Chine, où les hostilités avaient recommencé. La première convention de Pékin est toutefois signée le 24 octobre 1860, peu après son arrivée et son service se limite à un devoir de garnison à Canton.
Lors de l'établissement d'une ambassade britannique à Beijing en 1861, il accompagne le général Sir John Michel lors d'une visite dans la capitale, puis effectue une tournée à travers le Japon. L'année suivante, il est transféré à Maurice et, de là, il part avec le major-général Johnstone en mission à Madagascar pour féliciter le roi Radama II de son accession. Il passe quelques mois à explorer l'île et assiste le 23 septembre 1862 au couronnement du roi à Antananarivo. Une deuxième visite brève sur l'île suit en juin 1863, lorsqu'il est envoyé à Madagascar à bord du HMS Rapid (en) après l'assassinat du roi Radama.
À son retour à Maurice, il étudie la flore et la faune des îles Mascareignes. En 1864, une éruption volcanique sur l'île de la Réunion lui donne l'occasion d'observer des phénomènes géologiques.
Promu capitaine en 1871, Oliver est nommé surintendant des fortifications de la côte de Cornouailles en 1873. Après avoir fait partie du personnel du service du renseignement du quartier-général, il est envoyé à Sainte-Hélène en garnison. Il y fait une collection de fougères qu'il présente aux Jardins botaniques royaux de Kew.
Il est élu membre de la Royal Geographical Society en 1866, devient membre de la Société ethnologique en 1869 et de la Society of Antiquaries en 1874. Il meurt à Worthing le 31 juillet 1907 et est enterré à Findon.

## Sources
- Woods, Gabriel Stanley (1912). "Oliver, Samuel Pasfield". Dictionary of National Biography (2nd supplement). London: Smith, Elder & Co. pp. 44–45.